# Junta de Jefes de Estado Mayor
La Junta de Jefes de Estado Mayor (JUJEM) fue el órgano superior de mando militar conjunto de las Fuerzas Armadas Españolas que funcionó entre 1977 y 2005, durante la transición y los primeros años del periodo democrático. La Junta de Jefes de Estado Mayor, sujeto a la dependencia política del Presidente del Gobierno, constituyó el órgano superior de carácter colegiado de la cadena de mando militar de, Ejército de Tierra, la Armada y el Ejército del Aire. Estuvo compuesta por un presidente, seleccionado entre los tenientes generales o almirantes de los tres ejércitos, tres vocales (el jefe del Ejército de Tierra, el de la Armada y del Ejército del Aire) y un secretario. El presidente debía pertenecer al Grupo de Mando de Armas o Grupo «A» y también fue general jefe del Alto Estado Mayor, hasta la disolución de este órgano en 1980. También contó con un Cuartel General, creado en 1980 a raíz de la disolución del Alto Estado Mayor, en donde se ingegraron los órganos de auxilio al mando. Del Cuartel General de la JUJEM dependían:
1. La Secretaría General Técnica del Cuartel General.
2. El Estado Mayor Conjunto de la JUJEM, constituido equilibradamente por miembros de cada una de las tres ramas de las Fuerzas Armadas. La Jefatura de este Estado Mayor recaía en un general de división o vicealmirante de la misma escala y grupo que los vocales de la Junta, a propuesta de la misma.
3. El Centro Superior de Estudios de la Defensa Nacional.
4. El Gobierno del Cuartel General.
5. La Asesoría Jurídica.

Después de su disolución, las funciones de la JUJEM fueron asumidas por el actual Estado Mayor de la Defensa.

## Funciones
Las funciones más importantes encomendas a la Junta de Jefes de Estado Mayor fueron las siguientes:
- Prestar asesoramiento técnico en la elaboración de la política militar que debía formular la Junta de Defensa Nacional.
- Formular y proponer, para su aprobación por el Gobierno, el Plan Estratégico Conjunto, determinando, dentro de él, el objetivo conjunto de la  Fuerza.
- Ejercer la conducción estratégica de dicho Plan y coordinar los planes de los tres Ejércitos derivados del mismo.
- Establecer la doctrina de Acción Unificada y, en su caso, la doctrina de Acción Combinada con los Ejércitos de otros países.
- Preparar los Planes Combinados con Ejércitos de otras naciones, cuando dichos Planes eran conjuntos.
- Proponer al Presidente del Gobierno la creación de los Mandos Unificados y Especificados, así como las personas que debían ejercerlo y que, bajo la dependencia directa de la Junta, fueran necesarios para la ejecución del Plan Estratégico Conjunto, definiéndoles misión, medios y zonas de acción.
- Promover, en coordinación con el Servicio de Movilización Nacional, la preparación de los Planes integrados para la movilización general.

## Presidentes
| Graduación                | Nombre                          | Nombramiento             | Cese / Fallecimiento     | Notas                                           |
| ------------------------- | ------------------------------- | ------------------------ | ------------------------ | ----------------------------------------------- |
| Teniente General          | Carlos Fernández Vallespín      | 2 de febrero de 1977     | 28 de abril de 1977      | Jefe del Alto Estado Mayor.                     |
| Teniente General del Aire | Felipe Galarza Sánchez-Dindurra | 23 de julio de 1977      | 12 de septiembre de 1978 | Jefe del Alto Estado Mayor.                     |
| Teniente General del Aire | Ignacio Alfaro Arregui          | 12 de septiembre de 1978 | 15 de enero de 1982      | Último Jefe del Alto Estado Mayor (Hasta 1980). |
| Teniente General          | Álvaro de Lacalle Leloup        | 15 de enero de 1982      | 9 de enero de 1984       |                                                 |